# Cerovica (Słowenia)
Cerovica – wieś w Słowenii, w gminie Šmartno pri Litiji. W 2018 roku liczyła 165 mieszkańców.